# أم غويلينة
أم غويلينة هي منطقة في قطر تقع في بلدية الدوحة.

## سبب التسمية
اسم أم غويلينة مشتق من شجر الغولان وهو نوع من أنواع شجر السمر أو الطلح، وهي من الاشجار التي كانت تشتهر بها المنطقة، وكانت شجرة الغولان تستخدم كغذاء للإبل

## المعالم البارزة
- مركز أم غويلينة الصحي.[2]
- جمعية الميرة للمواد التموينية؛ رأس أبو عبود.[2]
- صحيفة العرب القطرية؛ في الطريق الدائري الثالث.[2]
- مكتب الخطوط الجوية القطرية؛ الطريق الدائي الثالث.[2]
- مكتبة الشيخ علي بن عبد الله آل ثاني؛ الطريق الدائري الثاني.[2]
- مركز البحوث والدراسات؛ التابع لوزارة الأوقاف والشئون الاسلامية، في الطريق الدائي الثاني.[2]
- مركز أمن العاصمة؛ التابع لوزارة الداخلية القطرية.[2]
- مكتب أم غويلينة للصحة البيئي، في شارع أم غويلينة.[2]
- مدينة الدوحة للألعاب، رأس أبو عبود.[2]

## خطةقطرالوطنية
تعتبر خطة قطر الوطنية هي تجسيد لرؤية قطر 2030 ، التي تهدف إلى استراتيجيات التنمية في 28 منطقة في قطر، تم اختيار منطقة أم غويلينة لتكون مركز لهذه المناطق لما بها من ضعف في التصميم والتنمية. تركز خطة منطقة أم غويلينة المركزية على تطوير تقاطع الطريق الدائري الثالث، مع طريق المطار، كمركز كبير متعدد الاستخدامات. لأن هذا هو المكان الذي توجد فيه محطة أم غويلينا للمترو، سيتم بناء معابر المشاة على طول كلا الطريقين.

## المواصلات
الطرق التي تمر بالمنطقة هي :
- طريق المطار
- طريق رأس أبو عبود.
- الطريق الدائري الثاني والطريق الدائري الثالث.[6]

## مترو الدوحة

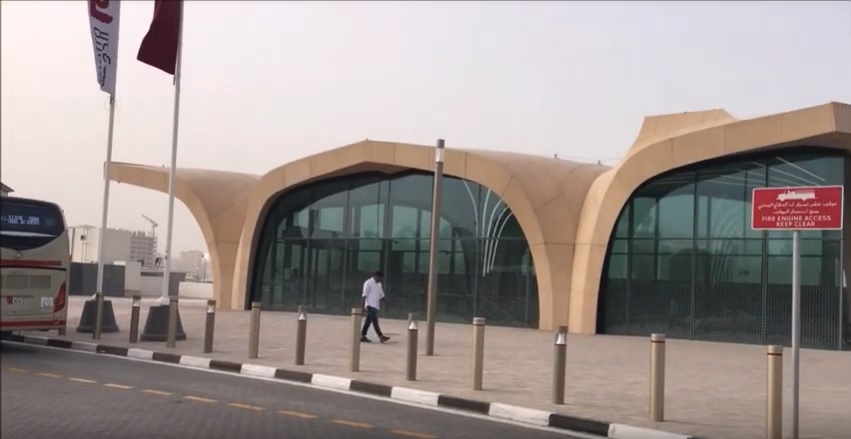
محطة مترو أم غويلينة مايو 2019م.

تخدم محطة أم غويلينا حاليًا الخط الأحمر لمترو الدوحة، كجزء من المرحلة الأولى للمترو، تم افتتاح المحطة في 8 مايو 2019م، إلى جانب جميع محطات الخط الأحمر الأخرى. تقع عند تقاطع الطريق الدائري الثالث وشارع المطار. من بين الخدمات في المنطقة، هناك مجموعة أربعة محطات مترو، بالإضافة إلى شبكة حافلات المواصلات التي تخدم المحطة.
- M116 هو الخط الذي يخدم منطقة أم غويلينة وفندق VIP كمعلم بارز في المنطقة.
- M117 هو الخط الذي يخدم منطقتي المنصورة والنجمة وجمعية الميرة للمواد التموينية.
- M118 هو الخط الذي يخدم منطقتي المنصورة والنجمة وفندق هوليداي فيلا.
- M139 هو الخط الذي يخدم منطقتي الهلال ونعيجة ومركز العمادي للأعمال.

## التركيبة السكانية
وفقاً لتعداد عام 2010م، كانت المنطقة تضم 6340 وحدة سكنية  ، و 607 مؤسسة.عدد الاشخاص الذين يعيشون في المنطقة بلغ 26,069 ، 75٪ منهم من الذكور و 25٪ من الإناث. من بين السكان البالغ عددهم 679 نسمة، كان 82٪ منهم تتراوح أعمارهم بين 20 عامًا أو أكبر و 18٪ أقل من 20 عامًا. بلغ معدل الإلمام بالقراءة والكتابة 96.4٪. يشكل الأشخاص العاملون 71٪ من إجمالي السكان. تمثل الإناث 10 ٪ من السكان العاملين، في حين يمثل الذكور 90 ٪ من السكان العاملين.
| السنة | التعداد السكاني |
| ----- | --------------- |
| 1986  | 13,226          |
| 1997  | 14,022          |
| 2004  | 19,345          |
| 2010  | 26,069          |

## التعليم
توجد بها مدرسة القُدُس النموذجية الابتدائية بنين.

## معرض الصور

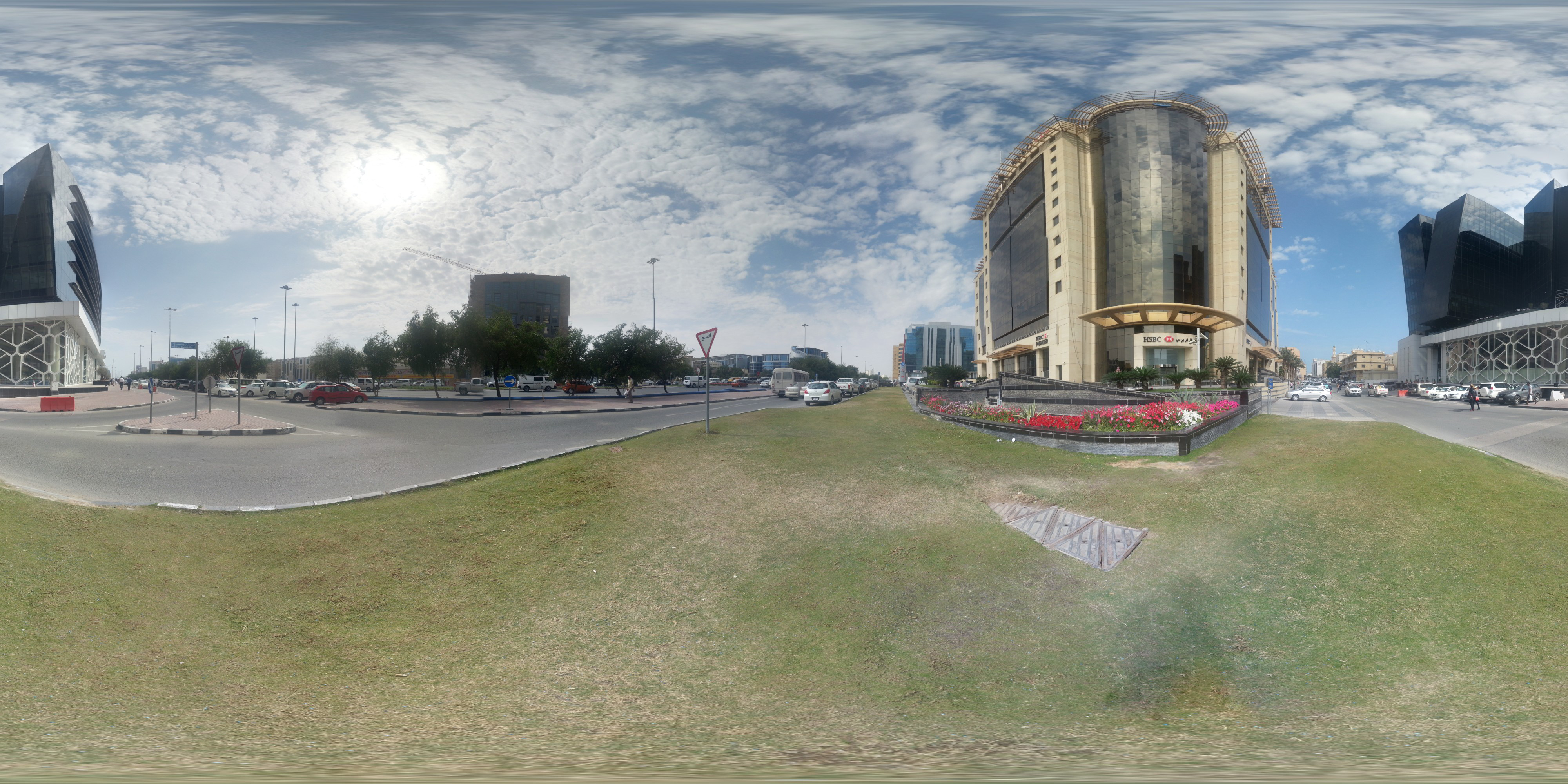
صورة لشارعي المطار وأو غويلينة
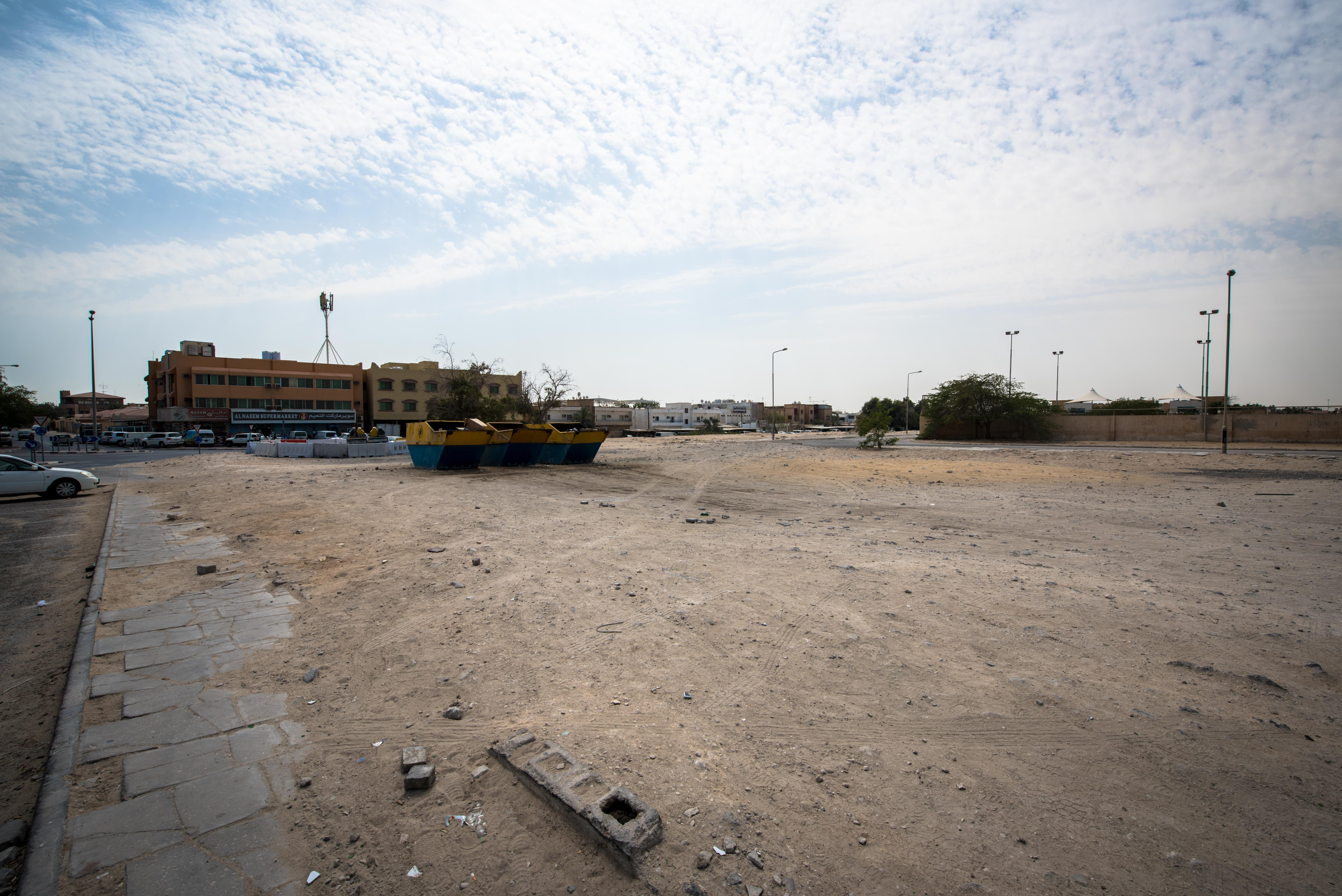
مساحة غير مطوّرة في منطقة أم غويلينة.